# Antonino Reyes
Antonino Reyes (Buenos Aires, 1813 - Montevideo, 6 de febrero de 1897) fue un militar argentino que ejerció como comandante del campamento de Santos Lugares, principal cuartel del ejército del gobernador Juan Manuel de Rosas, de quien fue además su edecán y confidente.

## Edecán de Rosas
Comenzó su carrera administrativa en 1832 como empleado del presidente de la legislatura porteña, Manuel Vicente Maza. Más tarde fue secretario de los coroneles Juan Antonio Garretón y Pedro Rosas y Belgrano, asistentes y edecanes del general Juan Manuel de Rosas. Participó de la campaña de Rosas al Desierto como asistente del general Rosas; para poder cobrar sueldo en esa campaña le fue adjudicado el grado militar de capitán de infantería, aunque no tenía mando de tropas.
Fue testigo, junto con Rosas, del inicio del viaje al norte del general Facundo Quiroga, que le costaría la vida, y fue quien escribió la llamada "Carta de la Hacienda de Figueroa", que el caudillo llevaba encima cuando fue asesinado. Desde 1836 pasó a ser secretario del gobernador Rosas.
En 1840 era juez de paz del partido de San Fernando, cuando se produjo la invasión del general Juan Lavalle. Reyes acompañó a Rosas en el cuartel de Santos Lugares, ubicado en la actual localidad de San Andrés (Partido de General San Martín), organizándolo administrativamente. Desde entonces, el de Santos Lugares se convirtió en el cuartel más importante del ejército provincial, y Reyes fue su administrador, con el grado de teniente coronel. Unos años más tarde fue nombrado comandante del mismo, reemplazando al coronel Agustín de Pinedo.
El cuartel fue también utilizado como cárcel de muchas figuras públicas opositoras –casi todos oficiales y políticos que participaron en la guerra civil– y algunas de ellas fueron ejecutadas. El papel de Reyes se limitó a cumplir órdenes, en una época en que la pena de muerte era usual para los prisioneros políticos de ambos bandos. Intercedió por la vida de varias personas y logró salvar a algunos, como al coronel Pedro José Díaz.
La ejecución más conocida que debió llevar a cabo fue la del cura Uladislao Gutiérrez y de su amante, Camila O’Gorman. Había tratado con suma amabilidad a la prisionera, y se ocupó de consolarla en todo lo que pudo.

## Después de Caseros
Después de la batalla de Caseros fue dado de baja, pero por un tiempo no fue perseguido. Incluso el general Urquiza lo reincorporó al ejército como oficial mayor del ministerio de guerra del gobernador Vicente López y Planes.
Se opuso a la revolución del 11 de septiembre de 1852 y se exilió a Montevideo. Regresó en diciembre junto al coronel Ramón Bustos para unirse a la revolución del general Hilario Lagos –ejerciendo como administrador de sus tropas– y al Sitio de Buenos Aires.
Después de la batalla de San Gregorio, defendió en un juicio militar al coronel Rosas y Belgrano, que había sido tomado prisionero en esa batalla. El tribunal condenó a Rosas y Belgrano a muerte, pero Reyes apeló la medida, y finalmente la pena le fue conmutada por la de destierro. Fue ministro del gobierno provisional que dirigía el general Lagos, reemplazando en el cargo a Marcos Paz en enero de 1853.

## El juicio
Cuando el sitio fue levantado, se presentó voluntariamente en Luján al general José María Flores, que le garantizó su seguridad personal.
Pero un mes más tarde fue arrestado por orden del ministro Lorenzo Torres, acusándolo de los crímenes del tiempo de Rosas. Cabe aclarar que Torres y muchos otros dirigentes también habían sido partidarios de Rosas. Frustrado por no poder perseguir a Rosas, el fiscal Eduardo Costa le inició un juicio penal, acusándolo por homicidio por haber cumplido las sentencias de muerte ordenadas por Rosas. Su defensor, Miguel Esteves Saguí, intentó culpar a toda la sociedad porteña por los crímenes de Rosas; el tribunal se negó a cargar con la culpa, por lo que firmó la sentencia de muerte contra Reyes en mayo de 1854.
En esos días, Reyes recibió un paquete enviado por Rosas desde Inglaterra, que contenía los informes de las personas influyentes que habían aconsejado la muerte de Camila O'Gorman, muchos de los cuales formaban parte del gobierno, entre ellos Dalmacio Vélez Sarsfield, Baldomero García y el ministro Lorenzo Torres; indirectamente, los informes también inculpaban al gobernador Pastor Obligado.
A pedido de Reyes y del general uruguayo Venancio Flores, la Cámara de Justicia revisó el proceso y lo encontró lleno de irregularidades, por lo que lo declaró nulo.
Reyes permaneció preso, aunque sin condena, pero temía por su vida, que dependía en última instancia del gobernador Pastor Obligado, otro ex rosista, que estaba ansioso por eliminar violentamente a sus opositores. De modo que el 6 de junio de ese mismo año se fugó de la cárcel y se exilió a Rosario con la ayuda de varias personas a quienes había salvado la vida, como el coronel Díaz. Poco antes de su fuga le tocó presenciar las ejecuciones de Ciriaco Cuitiño y Leandro Antonio Alén, dirigentes de la Mazorca.

## El exilio
De Rosario pasó a Paraná y de allí a Montevideo, pese al pedido del gobernador de la provincia de Entre Ríos, Urquiza, para que se quedase en ella.
Tras un nuevo juicio en ausencia, durante el cual fue defendido por el abogado y periodista chileno Manuel Bilbao, fue sobreseído oficialmente en junio de 1855. Pero permaneció prudentemente en Uruguay, como empleado de comercio y de periódicos. Escribió varios artículos que fueron publicados en "El Nacional" de Buenos Aires, referidos a los hechos en que había participado, justificando su inocencia en los crímenes que se le imputaban. Cuando se publicó la "Historia Argentina" de Vicente Fidel López, en que entendía que el autor falsificaba hechos históricos, escribió un libro en su defensa, llamado "Vindicación y memorias". No sería publicado hasta 1883, año en que Manuel Bilbao lo mandó a imprimir.
Sus últimos escritos, también refutación a los de López, fueron publicados por el coronel Prudencio Arnold en Rosario en 1895. Ese año regresó a Buenos Aires, y colaboró en los libros históricos de Adolfo Saldías, el primer historiador que se animó a reivindicar a Rosas y sus colaboradores.
Cuenta Arnold en su libro que en una oportunidad, visitando las ruinas de Santos Lugares, escuchó al guía turístico explicar que el pozo que ocupaba el centro del cuartel era usado para arrojar los cadáveres de los ejecutados. Asombrado, preguntó de dónde sacaban entonces los soldados el agua para beber. Esa anécdota lo convenció de que el odio irreflexivo a Rosas y sus colaboradores seguía siendo cultivado en Buenos Aires, de modo que poco después regresó a Montevideo, donde falleció en 1897.